# Stichopogon coquillettii
Stichopogon coquillettii är en tvåvingeart som först beskrevs av Mario Bezzi 1910.  Stichopogon coquillettii ingår i släktet Stichopogon och familjen rovflugor.
Artens utbredningsområde är Kalifornien. Inga underarter finns listade i Catalogue of Life.